# Le Vaisseau de l'angoisse
Pour plus de détails, voir Fiche technique et Distribution.
Le Vaisseau de l'angoisse ou Le vaisseau Fantôme au Québec (Ghost Ship) est un film d'horreur australo-américain réalisé par Steve Beck et sorti en 2002.

## Synopsis
1962. A bord de l’Antonia Graza, un paquebot de croisière italien de luxe, les passagers sont réunis sur la piste de danse au son de Senza Fine, chantée par la belle Francesca en robe rouge. Une jeune fille, Katie (Emily Browning), est assise seule jusqu’à ce que le capitaine du paquebot l’invite à danser. Une main est vue abaisser un levier, faisant s’enrouler à toute vitesse un cordon métallique sur une des bobines du navire. La bobine casse et le filin, traversant la piste, fauche et coupe en deux toutes les personnes présentes. Seule Katie en réchappe, le filin étant passé au-dessus de sa tête.
Quarante ans plus tard. Le capitaine Sean Murphy (Gabriel Byrne) est à la tête de l’Artic Warrior, un remorqueur de haute mer spécialisé dans les sauvetages maritimes de navires abandonnés. L’équipage des chasseurs d’épaves, composé de la seconde Maureen Epps (Julianna Margulies), du mécanicien Santos (Alex Dimitriades), de Dodge (Ron Eldard), de Munder (Karl Urban) et de Greer (Isaiah Washington), ce dernier étant fiancé. Ils sont tous soudés par une forte amitié. Alors qu’ils fêtent leur dernière prise réussie, ils sont abordés par Jack Ferriman (Desmond Harrington), un pilote d’avion, qui a repéré en pleine mer de Béring un imposant paquebot abandonné. Motivés par l’aventure et le potentiel trésor que représente l’épave, ils embarquent à nouveau sur l’Artic Warrior.
Sur place, ils découvrent que le bateau n’est autre que l’Antonia Graza, paquebot qui disparu le 21 mai 1962 avec ses passagers et son équipage sans laisser aucune trace. Du fait du droit maritime international, tout navire trouvé en eaux internationales est la propriété de celui qui le découvre. L’équipage débarque donc sur l’Antonia Graza et commence à l’explorer, non sans être aux prises avec des soucis mécaniques (le radar de l’Artic n’ayant pas détecté l’Antonia, celui-ci lui est violemment rentré dedans ; les radios de communication fonctionnent difficilement), ce qu’ils pensent être des hallucinations (Epps aperçoit plusieurs fois le fantôme d’une petite fille, Greer entend une femme chanter, Murphy a un flash devant un miroir), et la découverte macabre de corps morts.
L’équipage décide tout de même de remorquer le paquebot jusqu’à la côte (ce qui va nécessiter de grosses réparations pour permettre son tractage), notamment après la découverte inattendue de huit caisses de lingots d’or, ce qui les réjouit de connaitre la fortune dès leur retour à terre. Mais au moment de remettre en route les moteurs de l’Artic Warrior, une bonbonne de gaz s’ouvre toute seule : elle provoque l’explosion du bateau, qui tue Santos et fait couler l’Artic. Endeuillés et coincés sur l’Antonia, les membres de l’équipe n’ont d’autres choix que de réparer le paquebot pour rejoindre la terre ferme.
Les apparitions surnaturelles se multiplient, alors que chacun erre dans le navire. Munder et Dodge, ouvrant une boite de conserve périmée pleine de vers, s’imaginent manger de bons flageolets. Ayant compris que la fillette qui lui est apparue plusieurs fois n’est autre que Katie, Epps essaye d’entrer en communication avec elle. Katie lui apparait et tente de lui expliquer qu’elle et les passagers sont prisonniers du bateau jusqu’à ce « qu’un homme, dont elle semble avoir peur, ait récolté assez d’âmes », mais elle est terrifiée et disparait tout en hurlant à Epps de quitter le navire au plus vite. Pendant ce temps, le fantôme de Francesca apparait à un Greer en pleine hallucination et tente de le séduire. Elle l’attire jusqu’à une cage d’ascenseur vide, où Greer tombe et meurt de sa chute. De son côté, Murphy fait la rencontre du capitaine Ruggiero dans sa cabine de l’Antonia Graza. Celui-ci lui apprend que les lingots d’or avaient été récupérés sur le Lorelei, un bateau naufragé que l’Antonia avait accosté, et à bord duquel il n’y avait plus qu’un seul survivant. Lorsque le capitaine montre la photo du survivant à Murphy, celui-ci semble le reconnaitre. Il tente de retrouver Epps et les autres, mais dans une hallucination aperçoit le fantôme brûlé de Santos, en lieu et place de Epps qui le rejoint et qu’il attaque violemment. Ferriman intervient, et le reste de l’équipage, prenant Murphy pour fou, l’enferme dans un aquarium vide.
Dodge, Munder et Epps travaillent à remettre à flots l’Antonia, et bientôt les îles les plus proches sont en vue. Epps retrouve le corps de Greer, ainsi que Katie, qui décide de lui raconter l’histoire à travers ses souvenirs, qu’elle montre à Epps en vision. Le dernier survivant de la Lorelei avait réussi à convaincre l’équipage de l’Antonia de tuer les passagers et le capitaine, afin de se partager l’or ; après quoi l’équipage s’entretua. Francesca, qui a participé au massacre et a été la dernière à survivre, a été tuée par le maitre de l’opération qui l’a empalée sur un crochet enfoncé dans la gorge, et qui se révèle n’être autre que Jack Ferriman. Epps comprend que Ferriman est un esprit démoniaque, qui collecte des âmes en attirant les personnes commettant des péchés et en les tuant, afin de les envoyer en Enfer. Katie a été épargnée du fait de la pureté de son âme, n’ayant pas encore péché.
Munder est broyé par un engrenage alors qu’il plonge pour désengorger un tuyau d’évacuation qui pompe l’eau de la salle des machines ; pendant qu'Epps, après avoir retrouvé Murphy mort noyé dans l’aquarium, rejoint Dodge dans la cabine de commande, où Ferriman arrive un instant plus tard. Décidant de contrecarrer son plan, Epps retourne mettre en place des explosifs. Dodge, laissé seul avec Ferriman, est nargué par celui-ci, qui le met face aux sentiments qu’il éprouve pour Epps, sans jamais avoir osé lui avouer. Dodge tire sur Ferriman, mais il semble ne pas mourir sur le coup.
Dodge rejoint Epps dans la salle des machines, mais tente de la convaincre de ne pas faire sauter le bateau, afin qu’il utilise l’or pour commencer une nouvelle vie riche ensemble. Comprenant que quelque chose cloche, Epps finit par démasquer Ferriman, qui avait pris l’apparence de Dodge pour la tromper. L’Antonia permet à Ferriman de continuer à collecter des âmes. Lorsqu’il aura atteint son quota, toutes les personnes mortes à bord de l’Antonia le suivront jusqu’en Enfer, où il retournera. Il propose à Epps de lui laisser la vie sauve, à condition qu'elle ne contrecarre pas ses plans, mais elle refuse. Après une courte lutte, Epps parvient à tirer dans les charges explosives, qui font sauter l’Antonia qui disparaît dans les eaux. Epps parvient à s’en sortir, guidée par le fantôme de Katie. Cette dernière lui sourit, avant de disparaitre, comme toutes les âmes à bord, étant enfin en paix.
Retrouvée sur les lieux du naufrage par un navire de croisière et ramené à terre, Epps est chargée à bord d’une ambulance à quai. Elle aperçoit alors les caisses contenant l’or de la Lorelei en train d’être chargées à bord par ses anciens camarades, suivies par Ferriman. Les portes de l’ambulance se referment sur le cri qu’elle pousse mais que personne n’entend.

## Fiche technique
Sauf indication contraire, les informations mentionnées dans cette section peuvent être confirmées par la base de données cinématographiques IMDb,  présente dans la section « Liens externes ».
- Titre original : Ghost Ship
- Titre français : Le Vaisseau de l'angoisse
- Titre québécois : Le Vaisseau fantôme
- Réalisation : Steve Beck
- Scénario : Mark Hanlon et John Pogue
- Musique : John Frizzell
- Direction artistique : Richard Hobbs
- Décors : Graham « Grace » Walker
- Costumes : Margot Wilson
- Photographie : Gale Tattersall
- Montage : Roger Barton
- Production : Gilbert Adler (en), Joel Silver et Robert Zemeckis
- Coproduction : Susan Downey et Richard Mirisch
- Production déléguée : Bruce Berman et Steve Richards
- Sociétés de production : Dark Castle Entertainment, Ghost Ship Films Pty. Ltd. et Village Roadshow Pictures
- Société de distribution : Warner Bros.
- Budget : 20 millions de dollars[1]
- Pays de production :  États-Unis /  Australie
- Langues originales : anglais, italien, espagnol
- Format : couleur - 1,85:1 - Dolby - 35 mm
- Genre : horreur, fantastique, thriller
- Durée : 91 minutes
- Dates de sortie :
  - États-Unis : 22 octobre 2002 (avant-première à Westwood, Californie) ; 25 octobre 2002 (sortie nationale)
  - Australie : 5 décembre 2002
  - Belgique, France : 1er janvier 2003
- Classification : 
  - États-Unis : R (interdit aux moins de 17 ans non accompagnées)
  - France : Interdit aux moins de 12 ans lors de sa sortie en salles et aux moins de 16 ans à la télévision.

## Distribution
- Gabriel Byrne (VF : Gabriel Le Doze ; VQ : Luis de Cespedes) : Capitaine Sean Murphy
- Julianna Margulies (VF : Hélène Chanson ; VQ : Nadia Paradis) : Maureen Epps
- Ron Eldard (VF : David Krüger ; VQ : Louis-Philippe Dandenault) : Dodge
- Desmond Harrington (VF : Damien Boisseau ; VQ : Martin Watier) : Jack Ferriman
- Isaiah Washington (VF : Jean-Paul Pitolin ; VQ : Gilbert Lachance) : Greer
- Karl Urban (VF : Jérôme Pauwels ; VQ : Jean-François Beaupré) : Munder
- Emily Browning (VF : Manon Azem ; VQ : Catherine Brunet) : Katie Harwood
- Alex Dimitriades (VF : Rachid Ferrache ; VQ : Pierre-Alexandre Fortin) : Santos
- Francesca Rettondini : Francesca
- Boris Brkic : le chef steward
- Bob Ruggiero : le capitaine Antonio Graza
- Iain Gardiner : le chef de cabine

## Production

### Tournage
Le tournage a lieu, entre le 24 janvier et le 24 avril 2002, à Vancouver, en Colombie-Britannique, et à Halifax, en Nouvelle-Écosse, au Canada, ainsi qu'aux studios de Village Roadshow, à Oxenford (en), dans la banlieue de Gold Coast, en Australie.

### Musique
La musique du film est composée, orchestrée et menée par John Frizzell. La bande originale est éditée par Varèse Sarabande, le 5 novembre 2002,.
Les chansons Not Falling, chantée par le groupe Mudvayne, et Senza Fine, par Monica Mancini, ne font pas partie de l'album.
Liste des pistes
1. The Discovery (1:56)
2. Falling Apart (1:55)
3. he Arctic Warrior (1:39)
4. The Deal (3:16)
5. The Antonia Graza (3:19)
6. Welcome Aboard (1:54)
7. How's It Going Up There? (0:58)
8. Falling Through (0:56)
9. Touring the Ship (2:16)
10. The Marie [sic] Celeste (1:37)
11. I Saw a Little Girl (1:45)
12. No Unexpected Guests (2:13)
13. Bullet Holes (1:10)
14. Cabina Di Capitano (0:58)
15. Katie Appears (1:47)
16. Meeting the Captain (2:44)
17. The Bodies (1:25)
18. Francesca Appears (1:30)
19. The Freezer (1:10)
20. Finding Gold (1:31)
21. Work To Do (1:54)
22. Santos Dies (1:24)
23. My Little Box (4:08)
24. Go To Hell (1:54)
25. Bon Appetite (1:59)
26. Katie's Dolls (1:23)
27. The Ballroom Reverts (1:38)
28. Francesca's Theme (1:01)
29. Epps Meets Katie (1:46)
30. Survivor (1:13)
31. Katie Disappears (1:15)
32. The Fight (2:34)
33. Repairs (1:30)
34. Underwater (2:00)
35. Greer's Body (0:59)
36. Murphy's Body (1:20)
37. I Guess It's Over (5:33)
38. The Graza Explodes (0:40)
39. The Souls Ascend (3:24)

## Accueil
Le film reçoit un accueil critique très défavorable, recueillant 16 % de critiques positives, avec une note moyenne de 3,9/10 et sur la base de 129 critiques collectées, sur le site agrégateur de critiques Rotten Tomatoes. Sur Metacritic, il obtient un score de 28/100 sur la base de 25 critiques collectées.
Il a connu un certain succès commercial, rapportant environ 68 349 000 de dollars au box-office mondial, dont 30 113 000 de dollars en Amérique du Nord, pour un budget de 20 millions de dollars.
En France, il a réalisé 376 932 entrées.

## DVD / Blu-ray
Le film est sorti en France sur les supports standard et haute définition :
- Le Vaisseau de l'angoisse (DVD-9 Snap Case), sorti le 2 juillet 2003, édité par Warner Home Vidéo et distribué par Warner Home Vidéo France. Le ratio écran est en 1.85:1 panoramique 16:9. L'audio est en Français, Anglais et Italien 5.1 Dolby Digital avec sous-titres français, anglais, italiens, arabes et néerlandais. La durée du film est de 89 minutes. En suppléments plusieurs documentaires : « Les secrets de l'Antonia Graza », « Les effets spéciaux », « Spécial Gore », « La création du vaisseau » et un reportage (Tous sont en VOST) ainsi qu'un clip vidéo « Not Falling » de Club Reel. Il s'agit d'une édition Zone 2 Pal[8].
- Le Vaisseau de l'angoisse (BD-50 Blu-ray), sorti le 9 juin 2010, édité par Warner Home Vidéo et distribué par Warner Home Vidéo France. Le ratio écran est en 1.77:1 panoramique 16:9 natif 1080p. L'audio est en Français, Anglais, allemands et brésiliens 5.1 Dolby Digital et en anglais 5.1 DTS avec sous-titres français, finlandais, norvégiens, brésiliens, espagnols, suédois, mandarins, danois et néerlandais. La durée du film est de 91 minutes. En suppléments plusieurs documentaires : « Les secrets de l'Antonia Graza », « Les effets spéciaux », « Spécial Gore », « La création du vaisseau » et un reportage (Tous sont en VOST) ainsi qu'un clip vidéo « Not Falling » de Mudvayne et la bande annonce du film (VO). Il s'agit d'une édition Zone A, B et C[9].